# Второе правительство Бриана
Второе правительство Бриа́на — правительство Франции периода Третьей республики, сформированное 4 ноября 1910 года под председательством Аристида Бриана. 
Желая сформировать новое правительство, Бриан 2 ноября 1910 года подал в отставку с поста премьер-министра. Вместе с ним было распущено первое правительство. Президент Франции Арман Фальер тут же поручил Бриану сформировать новый кабинет. Новое правительство управляло Францией до 27 февраля 1911 года, после чего его сменило Правительство Мониса.

## Состав
- Аристид Бриан — председатель Совета министров и министр внутренних дел и культов;
- Стефан Пишон — министр иностранных дел;
- Жан Брюн[фр.] — военный министр;
- Луи Люсьен Клоц[фр.] — министр финансов;
- Луи Лаффер — министр труда и условий социального обеспечения;
- Теодор Жирар[фр.] — министр юстиции;
- Огюст Буе де Лапейрер[фр.] — морской министр;
- Морис Луи Фор[фр.] — министр общественного развития и искусств;
- Морис Рейно[фр.] — министр сельского хозяйства;
- Жан Морель (политик)[фр.] — министр колоний;
- Луи Пуеш[фр.] — министр общественных работ, почт и телеграфов;
- Жан Дюпюи — министр торговли и промышленности.

Изменения
23 февраля 1911 — Бриан наследует Брюну как и. о. военного министра.